# Koidula (stacja kolejowa)
Koidula – stacja kolejowa w miejscowości Koidula, w prowincji Võru, w Estonii. Węzeł linii z Valgi, Tartu i Pskowa. Jest estońską stacją graniczną na granicy z Rosją.

## Historia
Stacją węzłową linii z Valgi, Tartu i Pskowa były Pieczory. Po rozpadzie Związku Sowieckiego i odzyskaniu w 1991 niepodległości przez Estonię, połączenie linii z estońskich miast Valga i Tartu w Pieczorach znalazło się w Rosji. Stacją graniczną była oddalona o 85 km od granicy stacja Tartu. Z tych powodów postanowiono wybudować nowy węzeł na terenie Estonii.
Stacja Koidula została otwarta 3 września 2011. Jest największym obiektem infrastrukturalnym w Estonii, zajmując 86 ha. Koszt jej budowy wyniósł 70 mln euro. Stację zaprojektowano, aby mogła obsłużyć 40 par pociągów dziennie. Planowano również uruchomienie przez Koidulę pasażerskich pociągów dalekobieżnych (Ryga - Petersburg i Tallinn - Moskwa). W związku z budową zmieniono również przebieg linii Tartu – Pieczory, tak aby w całości znajdowała się na terytorium Estonii.
W praktyce możliwości stacji nie zostały w pełni wykorzystane. Ruch pasażerski obsługują jedynie pociągi lokalne, nieprzekraczające granicy. Większe było wykorzystanie stacji w transgranicznym ruchu towarowym z Rosją i państwami azjatyckimi. Jednak na przełomie 2021 i 2022 przez stację przejeżdżało średnio jedynie pięć składów dziennie, a sytuacja ta uległa załamaniu po wprowadzeniu w 2022 sankcji na Rosję w związku z jej atakiem na Ukrainę.

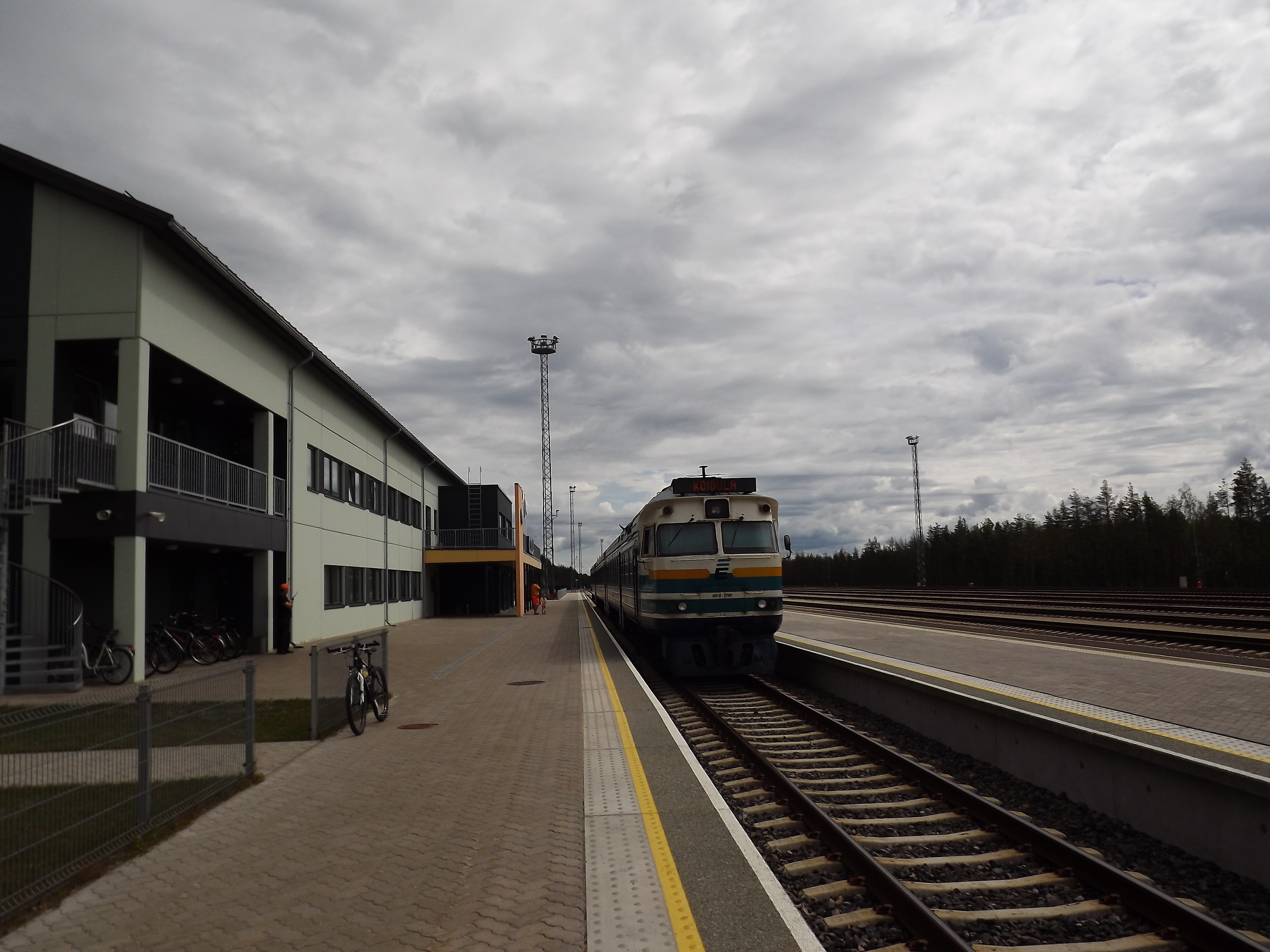
Perony